# Алюмосиликатные микросферы
Алюмосиликатные полые микросферы (АСПМ) — стеклокристаллические алюмосиликатные шарики, которые образуются при высокотемпературном факельном сжигании угля. Являются самыми ценными компонентами зольных отходов тепловых электростанций. Представляют собой полые, почти идеальной формы силикатные шарики с гладкой поверхностью, диаметром от 10 до нескольких сотен микрометров, в среднем около 100 мкм. Стенки сплошные непористые с толщиной от 2 до 10 мкм, температура плавления 1400-1500 °С, плотность 580-690 кг/м³. Внутренняя полость частиц заполнена в основном азотом и диоксидом углерода.

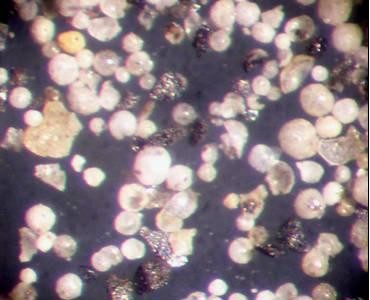
Алюмосиликатные микросферы

Содержание АСПМ в золе обычно очень небольшое, десятые доли процента, однако на крупных теплоэлектростанциях их «выработка» может достигать нескольких тысяч тонн в год.
Поскольку температура плавления металлов ниже температуры плавления АСПМ, то АСМП довольно часто покрывают тонкими оболочками из расплавленного металла в 10-30 нанометров. Это придает АСМП новые свойства как непрозрачность в инфракрасном и СВЧ диапазоне волн, а также увеличивает теплоизолирующие свойства за счет отражения ИК излучения.

## Применение
Полимерные материалы с микросферами (так называемые сферопластики) используются при изготовлении различных плавсредств, например лодок, сигнальных буёв, блоков плавучести, спасательных жилетов и других. Используется при изготовлении мебели, в радиотехнике, для изоляции теплотрасс, для изготовления дорожно-разметочных термопластиков и так далее. АСПМ применяют в составе цементных растворов при изготовлении «лёгких» бетонов и высокопрочных легких бетонов полифункционального назначения, а также теплоизоляционных жаростойких бетонов (перлит). Кроме того АСПМ используются при бурении геологоразведочных и эксплуатационных скважин. Других возможностей применения у микросфер очень много, например в сельском хозяйстве как вспученный перлит фракции 1-5 мм. Меньший размер фракции до 1 мм применяется как наполнитель для туалета домашних кошек и собак..
Покрытые металлической оболочкой АСПМ используются для блокирования ИК и СВЧ излучения, что в гражданских целях применяют в медицине и электронике для защиты оборудования экранированием из покрытия из АСПМ от внешних помех. [[]]. 